# جاستینا اشوییتی
جاستینا اشوییتی (انگلیسی: Justyna Święty-Ersetic؛ زادهٔ ۳ دسامبر ۱۹۹۲) ورزشکار دو و میدانی اهل لهستان است.
وی در مسابقات کشوری و بین‌المللی در مجموع برندهٔ ۵ مدال طلا، ۱ مدال نقره و ۴ مدال برنز شده‌است.